# Volkswagen GTI Roadster Vision Gran Turismo
La Volkswagen GTI Roadster Vision Gran Turismo est un concept car virtuel développé par le constructeur automobile allemand Volkswagen en 2014 pour le jeu vidéo Gran Turismo 6. Ce véhicule a été conçu dans le cadre du projet Vision Gran Turismo, qui invite les constructeurs automobiles à créer des modèles innovants pour la série de jeux.

## Historique
Présentée pour la première fois au Festival Wörthersee en Autriche en mai 2014, la GTI Roadster Vision Gran Turismo est le fruit d'une collaboration entre les designers de Volkswagen et les développeurs de Polyphony Digital. Ce concept car incarne une interprétation futuriste de la Golf GTI, combinant des éléments de design audacieux avec des performances de haut niveau,,,.

## Design

### Intérieur
Bien que principalement virtuel, l'intérieur est conçu pour offrir une expérience de conduite immersive, avec des sièges baquets, un volant de style course et une interface centrée sur le conducteur.

### Extérieur
Le véhicule se distingue par une silhouette basse et large, des lignes acérées et une absence de toit, lui conférant une allure de roadster sportif. Les jantes de grande taille, les prises d'air prononcées et l'aileron arrière imposant accentuent son caractère dynamique,,.

## Motorisation
La GTI Roadster Vision Gran Turismo est propulsée par un moteur VR6 TSI bi-turbo de 3,0 litres, développant une puissance de 503 chevaux et un couple de 665 Nm. Cette motorisation est couplée à une transmission à double embrayage à 7 rapports, permettant une accélération rapide et des changements de vitesse efficaces,,,,.